# Peintures secrètes
Les Peintures secrètes (anglais : Secret Paintings) est une série d’œuvres de Mel Ramsden (membre du collectif d'artistes conceptuels Art & Language) réalisées entre 1967 et 1968. Ces œuvres d'art contemporain sont toutes constituées d'une peinture monochrome associée à un panneau-texte.

## La série desPeintures secrètes
Cette série de peintures monochromes se distingue des monochromes habituellement produits dans le champ des arts plastiques par le bloc de texte qui les accompagne. Ce texte mentionne : « Le contenu de cette peinture n'est pas visible : le sujet et la dimension du contenu doivent être gardés secrets en permanence, connus uniquement de l'artiste (anglais : The content of this painting is invisible: the character and dimension of the content are to be kept permanently secret, known only to the artist.) ». Elle est en même temps, une référence à l'histoire de la peinture monochrome et au Carré noir de Malévitch (1915), et une réponse donnée par Mel Ramsden aux peintures d'Ad Reinhardt (1913-1967), peintre et théoricien américain, précurseur de l'art conceptuel et de l'art minimal. 

## Analyse
Ces peintures posent la question du statut de l'objet d'art et du jeu qui s'établit entre l'artiste et le visiteur dans la possible révélation d'un contenu. À son grand amusement, lors de l'exposition 1969: The Black Box of Conceptual Art Ann Stephen (docteur en philosophie et conservateur en chef du musée d'Art de l'université de Sydney) dira : « Je connais les Peintures secrètes depuis longtemps, mais en regardant au dos, j'ai soudainement compris qu'il y avait effectivement une peinture secrète ; il y a un panneau en dessous avec une peinture secrète ».

## Expositions
- Arte Concettuale, Galerie Daniel Templon, Milan, 1971
- New York Art & Language, Galeria Schema, Florence, 1974
- Early work 1965-1976, Recent work 1991-1994, Lisson Gallery, Londres, 1994
- Art & Language and Luhmann, Kunstraum Vienna, Vienne, 1995
- Art & Language, Kunsthalle St Gallen, Saint-Gall, 1996
- Then and Now, Lisson Gallery, Londres, 1998
- Materializing six years: Lucy R. Lippard and the emergence of conceptual art, Brooklyn Museum, New York, 2013
- Art & Language Uncompleted - Philippe Méaille Collection, MACBA, Barcelone, 2014
- Unpainting, Galerie d'art de Nouvelle-Galles du Sud, Sydney, 2018
- Art & Language - Reality (Dark) Fragments (Light), Château de Montsoreau - musée d'Art contemporain, Montsoreau, 2018